# Atrichomelina pubera
Atrichomelina pubera är en tvåvingeart som först beskrevs av Friedrich Hermann Loew 1862.  Atrichomelina pubera ingår i släktet Atrichomelina och familjen kärrflugor. Inga underarter finns listade i Catalogue of Life.